# Заслуженный сотрудник органов наркоконтроля Российской Федерации
Почётное звание  «Заслу́женный сотру́дник о́рганов наркоконтро́ля Росси́йской Федера́ции» исключено из государственной наградной системы Российской Федерации.

## Основания для присвоения
Почетное звание «Заслуженный сотрудник органов наркоконтроля Российской Федерации» присваивается высокопрофессиональным сотрудникам органов по контролю над оборотом наркотических средств и психотропных веществ за личные заслуги:
- в обеспечении контроля над оборотом наркотических средств, психотропных веществ и их прекурсоров и осуществлении мер по противодействию их незаконному обороту;
- в выявлении, предупреждении, пресечении, раскрытии и предварительном расследовании преступлений в сфере незаконного оборота наркотических средств, психотропных веществ и их прекурсоров;
- в реализации государственной политики в сфере оборота наркотических средств, психотропных веществ и их прекурсоров;
- в осуществлении в соответствии с международными договорами Российской Федерации взаимодействия в области противодействия незаконному обороту наркотических средств, психотропных веществ и их прекурсоров;
- в научно-техническом обеспечении деятельности органов по контролю над оборотом наркотических средств и психотропных веществ и подготовке квалифицированных кадров.

Почётное звание «Заслуженный сотрудник органов наркоконтроля Российской Федерации» присваивается, как правило, не ранее чем через 20 лет в календарном исчислении с начала осуществления служебной деятельности в органах по контролю над оборотом наркотических средств и психотропных веществ или органах внутренних дел Российской Федерации и при наличии у представленного к награде лица ведомственных наград (поощрений) федерального органа государственной власти или органов государственной власти субъектов Российской Федерации.

## Порядок присвоения
Почётные звания Российской Федерации присваиваются указами Президента Российской Федерации на основании представлений, внесенных ему по результатам рассмотрения ходатайства о награждении и предложения Комиссии при Президенте Российской Федерации по государственным наградам.

## История звания
Почётное звание «Заслуженный сотрудник органов наркоконтроля Российской Федерации» установлено Указом Президента Российской Федерации от 7 сентября 2010 года № 1099 «О мерах по совершенствованию государственной наградной системы Российской Федерации». Тем же указом утверждено Положение о почётном звании.
Почётное звание «Заслуженный сотрудник органов наркоконтроля Российской Федерации» было упразднено Указом Президента Российской Федерации от 19 июля 2018 года № 437 «О некоторых вопросах государственной наградной системы Российской Федерации»

## Нагрудный знак
Нагрудный знак имеет единую для почётных званий Российской Федерации форму и изготавливается из серебра высотой 40 мм и шириной 30 мм. Он имеет форму овального венка, образуемого лавровой и дубовой ветвями. Перекрещенные внизу концы ветвей перевязаны бантом. На верхней части венка располагается Государственный герб Российской Федерации. На лицевой стороне, в центральной части, на венок наложен картуш с надписью — наименованием почётного звания.
На оборотной стороне имеется булавка для прикрепления нагрудного знака к одежде. Нагрудный знак носится на правой стороне груди.